# Oskar Zemme
Oskar Zemme (* 22. März 1931 in Zeiden bei Kronstadt, Siebenbürgen, heutiges Rumänien) ist ein österreichischer Autor, der vor allem für seine Theaterstücke und Hörspielproduktionen bekannt ist.

## Leben
Oskar Zemme wurde 1931 als Sohn eines Österreichers und einer Siebenbürger Sächsin in Zeiden bei Kronstadt geboren. 1939 zog er im Zuge des Kriegsbeginns nach Linz, der Heimatstadt seines Vaters, wo er fortan lebte. Nach dem Zweiten Weltkrieg erlernte er ab 1946 den Beruf des Tapezierers.
Früh interessierte sich Zemme für das Theater und Literatur: Anfang der 1950er Jahre schloss er sich der Schauspieltruppe „Scheinwerfer“ an und arbeitete ab 1954 als Bühnenarbeiter, Tontechniker und später als Beleuchter am Landestheater Linz. Parallel war er Mitglied mehrerer Studiobühnen und Amateurtheatergruppen.
Sein literarischer Durchbruch gelang ihm 1952, als er bei der Jugendkulturwoche in Innsbruck mit Lyrik und einem Hörspiel auftrat, das 1953 prämiert wurde. 1954 erhielt er den Förderungspreis zum Staatspreis für Literatur in der Sparte Hörspiel. In den Jahren 1955/56 ermöglichte ihm ein Stipendium der oberösterreichischen Landesregierung einen Studienaufenthalt in Wien, wo er am Theater in der Josefstadt hospitierte, an der Tribüne tätig war und Dramaturgie-Seminare am Institut für Theaterwissenschaft besuchte.
Zemme war Gründungsmitglied des Linzer Kellertheaters. 1969 führte ihn ein Stipendium des Österreichischen Kulturinstituts für ein Romstipendium nach Italien, ehe er Ende desselben Jahres nach Berlin übersiedelte. Dort arbeitete er bis 1971 als Bühnenarbeiter an der Deutschen Oper und war an Produktionen der Freien Volksbühne beteiligt.
Nach seiner Rückkehr nach Österreich 1971 lebte er wieder in Linz, war zeitweise auch an den Bayreuther Festspielen tätig und widmete sich zunehmend dem Schreiben realistischer Theaterstücke. Seine Werke thematisieren oft soziale Konflikte, die Realitäten des Theaterbetriebs sowie die Sehnsüchte und Selbsttäuschungen gewöhnlicher Menschen. Ein weiteres wiederkehrendes Motiv ist die Auseinandersetzung mit seiner Heimat Österreich in dessen neuerer Geschichte.
Sein jüngstes Theaterstück „Feuerzeichen“, das die letzten Kriegstage 1945 im oberösterreichischen Peilstein thematisiert, wird am 10. Oktober 2025 in Kirchberg ob der Donau uraufgeführt.

## Werk
Oskar Zemme veröffentlichte Lyrik und Dramen, darunter:
- Der Bumerang (Uraufführung Linz, 1956) – über die Probleme des Subventionstheaters
- Die Vorsprache (Uraufführung Wildberg bei Linz, 1985) – über die Existenzängste von Schauspielern
- Maskierungen-Demaskierungen (Wien, 1971)
- Die Störung (Uraufführung Linz, 1976) – Komödie über das gestörte Zusammenleben zweier älterer Damen
- Ausgesetzt (Uraufführung Linzer Kulturzentrum Hof, 1993) – über gesellschaftliche Entwurzelung
- Maria (Uraufführung Linzer Landestheater, 1993)
- Salva Guardia oder Gewalt (Uraufführung Schlossgraben Steyr, 2004)
- Feuerzeichen (Uraufführung Kirchberg ob der Donau, 2025)

Viele seiner Stücke wurden auch im deutschsprachigen Ausland aufgeführt. Seine Hörspiele wurden unter anderem vom Sender Freies Berlin (SFB) und vom ORF produziert.
Zemmes Werke sind geprägt von einer realistischen Erzählweise, die sich insbesondere mit der Entlarvung scheinbarer Idyllen, repressiven Beziehungssystemen und dem Streben nach Handlungsmacht auseinandersetzen. Als stilistisches Vorbild nannte Zemme den Dramatiker Fritz Hochwälder.

## Hörspiele (Auswahl)
- 1953: Nataki wird warten – Regie: Hermann Brix (Hörspiel – ORF Tirol)
- 1954: Felice, Sohn des Lichts – Regie: Nicht angegeben (Hörspiel – ORF Tirol)
- 1955: Nataki wird warten – Regie: Nicht angegeben (Hörspiel – ORF Oberösterreich)
- 1968: Angelo – Regie: Ferry Bauer (Hörspiel – ORF Oberösterreich)
- 1969: Die Abreise – Regie: Ferry Bauer (Hörspiel – ORF Oberösterreich)
- 1971: Die Nachtwächter – Regie: Günther Sauer (Kriminalhörspiel – ORF Oberösterreich/SFB)
- 1971: Im Hochhaus – Regie: Ferry Bauer (Hörspiel – ORF Oberösterreich)
- 1972: Strippenzieher – Regie: Hans Bernd Müller (Hörspiel – SFB)
- 1972: Schlafstörung – Regie: Ferry Bauer (Hörspiel – SFB/ORF Oberösterreich)
- 1974: Besuch aus Siebenbürgen – Regie: Ferry Bauer (Kurzhörspiel – SFB/ORF Oberösterreich)
- 1977: Mennige/Die Klingel – Regie: Ferry Bauer (Hörspiel – ORF Oberösterreich/SFB)
- 1978: Das Glück des Josef Meier – Regie: Ferry Bauer (Original-Hörspiel – ORF Oberösterreich/SFB)
- 1980: Heimweh nach der Fremde – Regie: Ferry Bauer (Originalhörspiel – FFB/Auftragsproduktion vom ORF Oberösterreich)
- 1981: Abschied von den Träumen – Regie: Rudolf Kautek (Hörspiel – ORF Wien)
- 1984: Die Vorsprache – Regie: Helmut Heinz Ecker (Hörspiel – ORF Oberösterreich)
- 1986: Heimatland – Regie: Helmut Heinz Ecker (Hörspiel – ORF Oberösterreich)
- 1989: Die Störung – Regie: Alfred Pittertschatscher (Hörspielbearbeitung – ORF Oberösterreich)
- 1993: Alle Vöglein sind schon da – Regie: Heide Stockinger (Hörspiel – ORF Oberösterreich)
- 2001: Die Schiefertafel – Regie: Heide Stockinger (Hörspiel – ORF Oberösterreich)

Quellen:

## Auszeichnungen
(Quelle: )
- 1954: Förderungspreis zum Staatspreis für Literatur (Hörspiel)
- 1955/56: Stipendium der OÖ Landesregierung
- 1968: Förderungspreis zum Landeskulturpreis Oberösterreich für Dramatik
- 1969: Theodor-Körner-Preis
- 1971: Gerhart-Hauptmann-Preis (gemeinsam mit Heinrich Henkel)
- 1995: Landeskulturpreis des Landes Oberösterreich für Literatur